# Владимировка (Россошанский район)
Владимировка — хутор в Россошанском районе Воронежской области.
Входит в состав Лизиновского сельского поселения.

## География
На хуторе имеется одна улица — Лесная.

## Население
| 2010 |
| ---- |
| 1    |